# Ochii Laurei Mars
Ochii Laurei Mars (în engleză Eyes of Laura Mars) este un film american thriller de mister neo-noir din 1978 regizat de Irvin Kershner, cu Faye Dunaway și Tommy Lee Jones în rolurile principale. Scenariul, scris de David Zelag Goodman, a fost adaptat dintr-un scenariu intitulat Eyes, scris de John Carpenter; a fost primul film de studio important al lui Carpenter. Filmul a avut premiera la 2 august 1978 (în Statele Unite).

## Prezentare
Laura Mars (Faye Dunaway) este o tânără fotografă de succes din New York, cunoscută pentru fotografiile sale controversate care descriu crime înscenate. La un moment dat, ea începe să aibă viziuni ciudate în care vede moartea prietenilor ei prin ochii unui criminal. Laura, împreună cu detectivul de poliție John Neville (Tommy Lee Jones), încearcă să înțeleagă ce a văzut și să prevină crimele. Totul este complicat de faptul că următoarea victimă ar trebui să fie ea însăși...

## Distribuție
- Faye Dunaway - Laura Mars
- Tommy Lee Jones - Lt. John Neville
- Brad Dourif - Tommy Ludlow
- René Auberjonois - Donald Phelps
- Raúl Juliá - Michael Reisler
- Frank Adonis - Detective Sal Volpe
- Lisa Taylor - Michelle
- Darlanne Fluegel - Lulu
- Rose Gregorio - Elaine Cassel
- Bill Boggs - Rolul său
- Steve Marachuk - Robert
- Meg Mundy - Doris Spenser
- Marilyn Meyers - Sheila Weissman
- John Sahag - Hairdresser